# Teskánd
Teskánd község Zala vármegyében, a Zalaegerszegi járásban.

## Fekvése
Közvetlenül Zalaegerszeg mellett fekszik, a 7405-ös út mentén. Közigazgatási területén ágazik ki az említett útból a központja keleti részén a 7409-es út észak-északnyugati irányba; kicsit délebbre a 74 112-es út Hottó felé, nyugati irányba, illetve a déli határvidékén ugyancsak nyugatnak a 74 113-as út, amely Bödére vezet. Teskánd területén ér véget a Nagylengyelről induló, Babosdöbréte érintésével idáig húzódó 7407-es út is.

## Története
Első említése 1271-ből származik Tuskánd néven, ebből később Töskánd lett. Nevének eredete egy török személynévből származik. Egerszeg várához tartozott. 1728-ban Teskánd ákosházi Sárkány Gábornak, nemes Patay Istvánnak és boldogfai Farkas János özvegyének, sidi Sidy Dorottyának az örökölt és tényleges birtoka.
1925-ben körjegyzőséget kapott. Mai életében meghatározó Zalaegerszeg közelsége.
A településen polgárőrség működik.

## Közélete

### Polgármesterei
- 1990–1994: Simon István János (független)[5]
- 1994–1998: Dr. Vajda István (független)[6]
- 1998–2002: Dr. Vajda István (független)[7]
- 2002–2003: Tóth István Jánosné (független)[8]
- 2003–2006: Tóth István Jánosné (független)[9]
- 2006–2010: Tóth István Jánosné (független)[10]
- 2010–2014: Tóth István Jánosné (független)[11]
- 2014–2019: Tóth István Jánosné (független)[12]
- 2019–2024: Sipos László (független)[13]
- 2024– : Sipos László (független)[1]

A településen 2003. december 14-én időközi polgármester-választást (és képviselő-testületi választást) tartottak, az előző képviselő-testület önfeloszlatása miatt. A választáson az előző polgármester is elindult, és megerősítette pozícióját.

## Népesség
A település népességének változása:
| Lakosok száma | 1116 | 1129 | 1135 | 1193 | 1259 | 1243 | 1253 |
|               | 2013 | 2014 | 2015 | 2021 | 2022 | 2023 | 2024 |

A 2011-es népszámlálás idején a nemzetiségi megoszlás a következő volt: magyar 98%, német 1,4%. A lakosok 65,7%-a római katolikusnak, 3,87% reformátusnak, 1,44% evangélikusnak, 7,47% felekezeten kívülinek vallotta magát (21% nem nyilatkozott).
2022-ben a lakosság 88,1%-a vallotta magát magyarnak, 0,8% németnek, 0,2% cigánynak, 0,1% horvátnak, 0,1% görögnek, 3,1% egyéb, nem hazai nemzetiségűnek (11,4% nem nyilatkozott; a kettős identitások miatt a végösszeg nagyobb lehet 100%-nál). Vallásuk szerint 41,7% volt római katolikus, 3% református, 0,6% evangélikus, 0,4% egyéb keresztény, 1,5% egyéb katolikus, 9,8% felekezeten kívüli (42,6% nem válaszolt).

## A település az irodalomban
- Érintőlegesen szerepel a település Bödőcs Tibor humorista első regényében, a zalai vidéki helyszínek sokaságát felvillantó Meg se kínáltak című kötetben (a 34. fejezetben).

## Külső hivatkozások
- Teskánd község hivatalos honlapja
- Teskánd az utazom.com honlapján